# Babelomurex princeps
Babelomurex princeps là một loài ốc biển, là động vật thân mềm chân bụng sống ở biển trong họ Muricidae, họ ốc gai.

## Miêu tả
Loài này có kích thước giữa 25 mm và 45 mm.

## Phân bố
Chúng phân bố ở Vịnh Ba Tư, Ấn Độ Dương dọc theo Mauritius và ở Thái Bình Dương dọc theo Philippines

## Hình ảnh

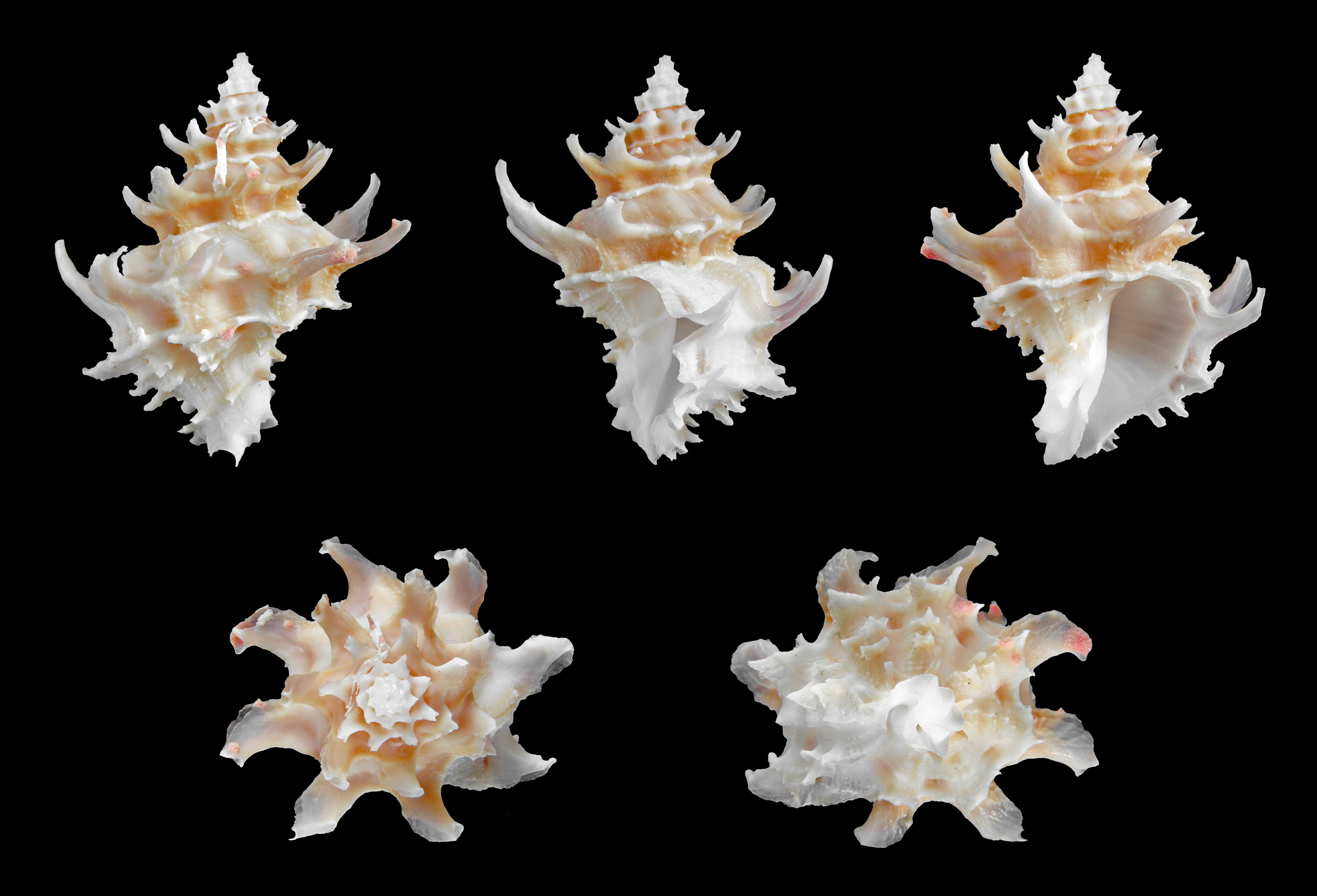